# Le Clat
Le Clat, auf Okzitanisch: Asclat, ist eine französische Gemeinde mit 28 Einwohnern (Stand: 1. Januar 2022) im Département Aude in der Region Okzitanien. Sie gehört zum Kanton La Haute-Vallée de l’Aude und zum Arrondissement Limoux.
Im Süden bildet die Aude die Gemeindegrenze. Nachbargemeinden sind Marsa im Nordwesten, Cailla im Norden, Artigues im Osten, Roquefort-de-Sault im Süden und Bessède-de-Sault im Westen.

## Bevölkerungsentwicklung
| Jahr      | 1962 | 1968 | 1975 | 1982 | 1990 | 1999 | 2006 | 2018 |
| --------- | ---- | ---- | ---- | ---- | ---- | ---- | ---- | ---- |
| Einwohner | 81   | 66   | 50   | 46   | 43   | 33   | 37   | 30   |